# José Carlos Ferreira Filho
José Carlos Ferreira Filho (sinh ngày 24 tháng 4 năm 1983) là một cầu thủ bóng đá người Brasil.

## Sự nghiệp câu lạc bộ
José Carlos Ferreira Filho đã từng chơi cho Gamba Osaka.